# 日歯連闇献金事件
日歯連闇献金事件（にっしれんやみけんきんじけん）とは、日本歯科医師連盟が自由民主党所属の国会議員に闇献金した事件。

## 経緯

### 発端
平成研所属の中原爽が再選を目指した第19回参議院議員通常選挙を直前に控えた2001年7月2日、東京都内の料亭で平成研（橋本派）会長の自民党総裁及び総理大臣経験者橋本龍太郎、野中広務元自民党幹事長、青木幹雄自民党参院幹事長の3人が日本歯科医師会の臼田貞夫会長から1億円の小切手を受け取る。この1億円の政治献金に対して、臼田は領収書の発行を要求したが、橋本派側は2002年3月13日の橋本派幹部会で、領収書を出さず収支報告書に記載しないことを決めた（政治資金規正法違反）。
2004年7月、日歯連事件に絡んで発覚した。橋本派は政治収支報告書を訂正し、橋本は橋本派会長を辞任した。

### 捜査
橋本派の会計責任者の証言では当時入院していた橋本龍太郎会長を除いた2002年3月13日の橋本派幹部会で、村岡兼造橋本派会長代理、野中広務事務総長、青木幹雄、上杉光弘元自治相の4人が出席、その席上で選挙の年なので多額の献金が目立つので領収書を不発行とすることを村岡が主導で決定したとした。
橋本派幹部からは村岡が在宅起訴されたが、橋本、青木は証拠不十分で不起訴となり、野中は関与しているが積極的でないとして起訴猶予となった。これについて検察審査会で「起訴猶予は不当である」とする議決を行った（検察審査会から議決されただけなので再度起訴されることは無いとされる）。

### 裁判
その後、臼田貞夫と橋本派の会計責任者が逮捕され、起訴。臼田は懲役3年、執行猶予5年の有罪判決となった。橋本派の会計責任者については禁固10月、執行猶予4年の有罪判決となった。
2004年12月14日、東京地裁（川口政明裁判長）で村岡の初公判が開かれ、村岡は起訴事実を全面否認、無罪を主張した。
村岡の裁判では青木、野中、橋本が証人として出廷し、村岡と対峙した。3人とも、小切手授受の現場に居合わせた記憶はないと主張した。特に橋本が出廷した時にはかつて橋本が首相時代に村岡が首相の女房役である官房長官であったことから、首相と官房長官という関係だった2人がこの事件で法廷で対立している様子が取り上げられた。
2005年11月4日、被告人質問で村岡は「幹部会でヤミ献金の話が出たことはなく、1億円については報道で初めて知った」と全面無罪を主張。また弁護側は、村岡は当時派閥の会長代理の職にあったものの、同職は常設のポストではなく、村岡が同事件を主導したとする検察の主張には疑問が残ると主張。
2006年3月30日、東京地裁は村岡に無罪判決を言い渡した。判決では、「橋本龍太郎元首相や幹部、自民党全体に累が及ばないように虚偽の証言をした可能性がある」「元会計責任者の供述内容も一貫性がなかったり矛盾点があるとして、とうてい信用することはできない」と断じた。検察は「仮説に仮説を重ねた皮相的なものの見方だ」として控訴した。
2007年5月10日、東京高裁（須田贒裁判長）では禁固10ヶ月、執行猶予3年の逆転有罪判決を下した。元会計責任者の供述内容の評価は第一審とは正反対に「客観的な事実経過に照らして自然、合理的で、根幹部分は一貫している」、「橋本龍太郎元首相の秘書供述ともよく符合する」と証言の信用性を認めた。なお、この判決で野中のアリバイが偽証であると認定された。
2008年7月14日、最高裁第一小法廷（泉徳治裁判長）は上告を棄却し、村岡の有罪判決が確定した。

## その他
- 2004年にこの事件が発覚したことがきっかけとなって、2005年に政治資金規正法が改正されて、政治資金団体に関する寄附の出入りについては原則銀行や郵便振込み等で行うことが義務づけられるようになった。

## 関連書籍
- 東京新聞取材班「自民党 迂回献金の闇 日歯連事件の真相」（角川学芸出版）